# Юнак (подводная лодка)
П-822 «Юнак» (хорв. P-822 Junak) — югославская подводная лодка типа «Херой».

## История
Построена на предприятии «Бродоградилиште специjаљних обjеката» в Сплите в 1968 году. Несла службу в военно-морском флоте СФРЮ. После распада СФРЮ была переведена в Черногорию, где несла службу в составе флота Сербии и Черногории. В 1990-е годы была исключена из состава флота и пущена на слом.